# Abdul Ghafar Ghafoori
Abdul Ghafar Ghafoori (* 15. September 1937 in Kabul) ist ein ehemaliger afghanischer Leichtathlet. 
Er war Mitglied des zwölfköpfigen Teams seines Landes bei den Olympischen Spielen 1960 in Rom. Dort trat er mit der 4-mal-100-Meter-Staffel an. Mit der Zeit von 44,4 s wurde die Staffel Vierte des Vorlaufes und schied aus. 